# Печінка тріски

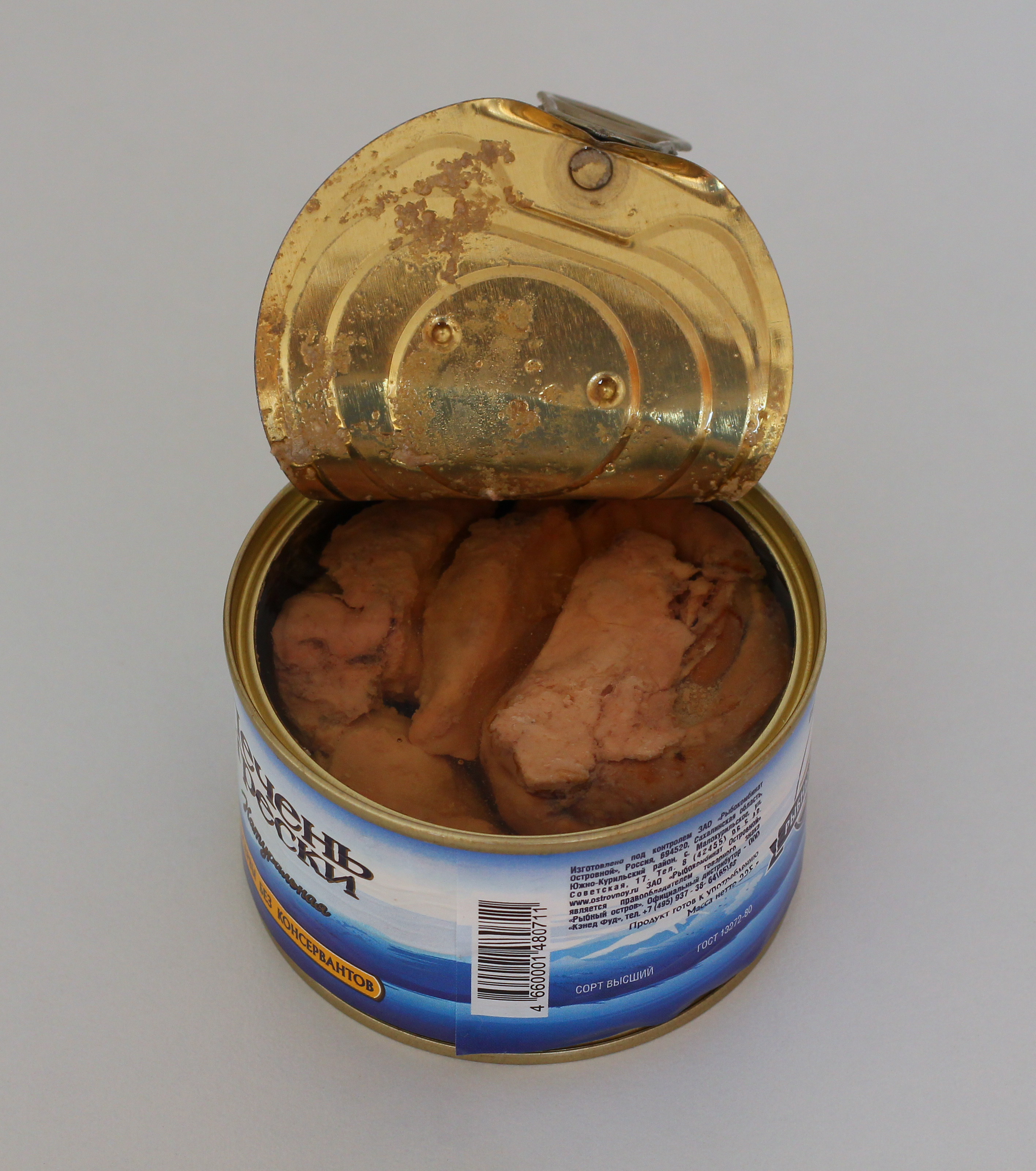
Консервована печінка тріски російського виробництва

Печінка тріски — продукт харчування, що використовується в скандинавських країнах та деяких країнах колишнього СРСР. Являє собою печінку атлантичної тріски, яка, як правило, продається в консервованому вигляді у формі приправлених перцем і лавровим листком шматків печінки у власному жирі. Використовується найчастіше в поєднанні з відвареною картоплею, цибулею і звареними круто яйцями для приготування паштетів, салатів, бутербродів та інших холодних закусок.
Печінка тріски має дуже високий рівень жирності (понад 60 %) і внаслідок цього є джерелом риб'ячого жиру. Одночасно вона у значній кількості містить низку важливих для організму людини речовин, зокрема вітамін А, вітамін D, вітамін E, ненасичені жирні кислоти, фолієву кислоту, білки, йод. Калорійність на 100 г становить — 613 ккал, вміст білка — 4,2 г, жирів — 65,7 г, вуглеводів — 1,2 г.